# Ceremonia de Acción de Gracias por el Perú
La Ceremonia de Acción de Gracias por el Perú es una celebración de carácter religioso cristiano que se enmarca dentro de las actividades oficiales por Fiestas Patrias en el Perú. Se lleva a cabo el 30 de julio de cada año y congrega a las más altas autoridades políticas, así como a los representantes de las iglesias cristianas evangélicas del Perú.
La ceremonia es organizada por el Ministerio de Acción de Gracias del Perú y tiene como finalidad mostrar gratitud de los asistentes a Dios por sus bendiciones e interceder por las autoridades que gobiernan el país, así como por el pueblo peruano.

## Historia
La primera Ceremonia de Acción de Gracias por el Perú tuvo lugar el 30 de julio de 2006 en el templo de la Iglesia Alianza Cristiana y Misionera. Fue convocada por un Comité de Pastores, y aunque aún no tenía carácter oficial, participó en ella el entonces presidente Alan García, quien estuvo acompañado por el presidente del Consejo de Ministros, Jorge del Castillo; los ministros de Defensa, Allan Wagner; de Transportes y Comunicaciones, Verónica Zavala; de Salud, Carlos Vallejos; de Educación, José Antonio Chang; del Interior, Pilar Mazzetti; la presidenta del Congreso, Mercedes Cabanillas; entre otras autoridades.

## Carácter oficial
Mediante Decreto Supremo N.º 079-2010-PCM dictado durante el gobierno del entonces Presidente Alan García se dispuso incluir dentro de las actividades oficiales del Presidente de la República por Fiestas Patrias, su concurrencia a la Ceremonia de Acción de Gracias por el Perú, el día 30 de julio de cada año, dándole de esta manera carácter oficial a la ceremonia. El año 2017, se dispuso con carácter extraordinario que la ceremonia se llevara a cabo el día 29 de julio, para cuyo efecto se emitió el Decreto Supremo 069-2017-PCM.

## Ceremonias

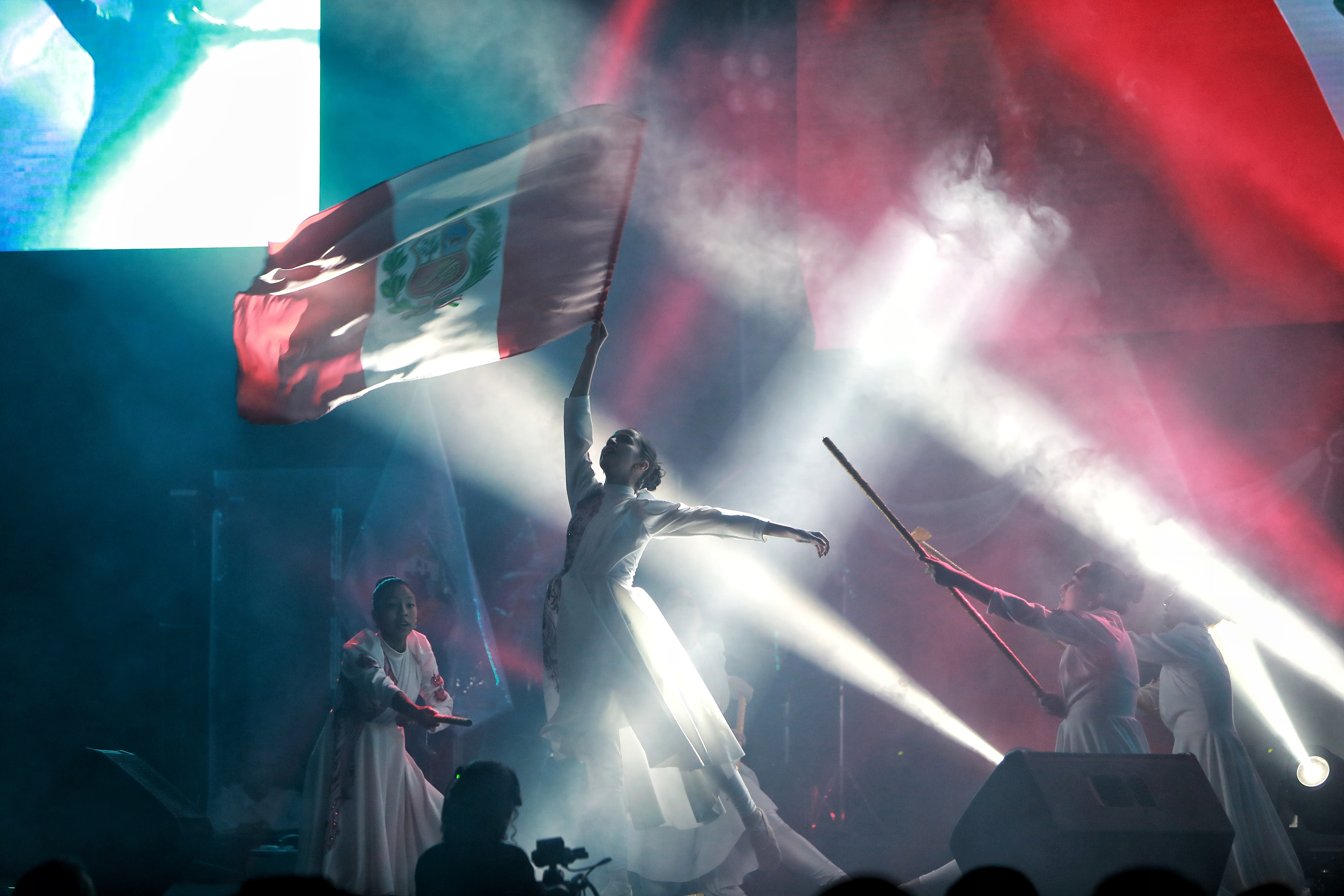
Una escenificación en una ceremonia de Callao en 2024.

El expresidente Alan García concurrió a esta ceremonia durante todos los años de su mandato (2006-2011), mientras que el expresidente Ollanta Humala solo lo hizo en 2015. No obstante, la ceremonia del año 2012 contó con la presencia de la vicepresidenta de la República, Marisol Espinoza, del primer ministro Juan Jiménez Mayor y de otras autoridades.
En 2016, año del inicio de su mandato como Presidente de la República, Pedro Pablo Kuczynski junto a varios de sus ministros asistió a esta ceremonia. Su concurrencia se repitió el año 2017, aunque en esta oportunidad la ceremonia se llevó a cabo el 29 de julio de conformidad con el Decreto Supremo 069-2017-PCM. Mediante Decreto Supremo N.º 030-2018-PCM se dispuso fijar de manera permanente el 29 de julio como fecha de concurrencia del Presidente de la República a esta ceremonia, cumpliéndose ello con la concurrencia del presidente Martín Vizcarra el 29 de julio de 2018.
En 2025, Dina Boluarte celebró la ceremonia horas antes de iniciar el desfile militar.